# Pachydissus magnus
Pachydissus magnus là một loài bọ cánh cứng trong họ Cerambycidae.